# Andrej Ivanovič Gorčakov
Andrej Ivanovič Gorčakov (rusko Андре́й Ива́нович Горчако́в), ruski general, * 1779, † 1855.
Bil je eden izmed pomembnejših generalov, ki so se borili med Napoleonovo invazijo na Rusijo; posledično je bil njegov portret dodan v Vojaško galerijo Zimskega dvorca.

## Življenje
Leta 1781 je bil vpisan med gardiste in leta 1793 je pričel aktivno vojaško službo kot gardni poročnik. Leta 1797 je bil povišan v podpolkovnika in povzdignjen v adjutanta. V tej vlogi je bil posrednik med carjem Pavlem I. in Suvorovom. Med enim velikim sporom med njima je bil Gorčakov odpuščen, a je bil po nekaj dnevih ponovno aktiviran.
Aprila 1798 je bil povišan v polkovnika in 5. avgusta istega leta v generalmajorja. S Suvorovom se je udeležil italijansko-švicarske kampanje ter bil 11. februarja 1800 povišan v generalporočnika. Leta 1805 je postal poveljnik Tambovskega pehotnega polka in naslednje leto je ustanovil 18. pehotno divizijo, s katero se je udeležil kampanje 1806-07. 
Leta 1809 je bil poveljnik armade, ki bi se morala boriti proti Avstrijcem; sam se je dopisoval z avstrijskim nadvojvodo Ferdinandom, pri čemer je izrazil željo o skupnem zavezništvu. Pisma so prestregli, zaradi česar so ga odpustili.
Ob pričetku velike patriotske vojne je bil ponovno sprejet v vojaško službo. Med bitko pri Borodinu je bil hudo ranjen.
Leta 1816 je postal državni svetnik in leta 1847 se je upokojil.